# Keszei László
Keszei László (1911. december 28. – 1986. október) magyar labdarúgó.

## Pályafutása
1942-ben a BVSC igazolta le. 1959-től a Láng SK-t irányította. 1962 októberében a BVSC edzője lett.